# Sid i Nancy
Sid i Nancy (Sid and Nancy) – brytyjski film dramatyczny z 1986 roku. Film jest luźno oparty na biografii Sida Viciousa, basisty zespołu Sex Pistols i jego dziewczyny Nancy Spungen.

## Obsada
- Gary Oldman - Sid Vicious
- Chloe Webb - Nancy Spungen
- David Hayman - Malcolm McLaren
- Debby Bishop - Phoebe
- Andrew Schofield - Johnny Rotten
- Xander Berkeley - Bowery Snax, diler narkotykowy
- Courtney Love - Gretchen
- Perry Benson - Paul Cook
- Tony London -  Steve Jones